# Olhugiri (Thaa-atol)
Olhugiri is een van de onbewoonde eilanden van het Thaa-atol behorende tot de Maldiven.